# Wiskitki (gmina 1870–1939)
Wiskitki – dawna gmina wiejska istniejąca w latach 1870–1939 w guberni warszawskiej i woj. warszawskim. Siedzibą władz gminy była osada miejska Wiskitki.
Gmina Wiskitki powstała za Królestwa Polskiego – 31 maja 1870 w powiecie błońskim w guberni warszawskiej w związku z utratą praw miejskich przez miasto Wiskitki i przekształceniu jego w wiejską gminę Wiskitki w granicach dotychczasowego miasta.
W okresie międzywojennym gmina Wiskitki wchodziła w skład powiatu błońskiego w woj. warszawskim. Składała się nadal z samych Wiskitek i liczyła 2785 mieszkańców.
1 kwietnia 1939 gmina Wiskitki została zniesiona przez połączenie z sąsiednią gminą Żyrardów w nową jednostkę o nazwie gmina Żyrardów-Wiskitki.
1 stycznia 1973 roku powstała obecna gmina Wiskitki obejmująca obszar dawnych gmin Wiskitki i Żyrardów (a więc powojennej gminy Żyrardów-Wiskitki) oraz gminy Guzów.